# Costa del Maresme

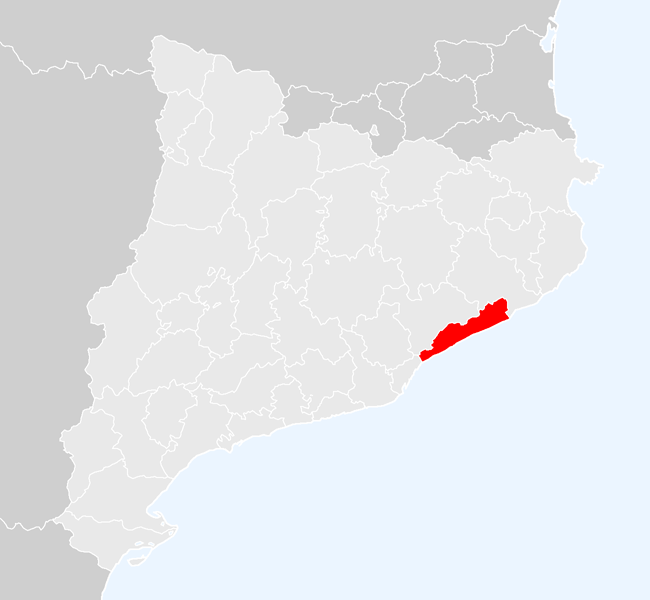
Maresme

Die Costa del Maresme (Maresme-Küste) ist ein spanischer Küstenabschnitt am Mittelmeer, sie entspricht etwa der Küste der katalanischen Comarca Maresme.
Sie erstreckt sich von Blanes im Norden bis Barcelona im Süden und ist, besonders im südlichen Teil, an dem sich große Vororte Barcelonas erstrecken, dicht besiedelt. Der Name Costa del Maresme ist traditionell, international aber weniger bekannt. 
Dieser Küstenabschnitt wurde früher zur Costa Brava gezählt, die sich im Norden anschließt. Im Süden grenzt die Costa del Maresme an die Costa del Garraf, mit der zusammen sie die Küste der Provinz Barcelona bildet.
Der schmale Küstenstreifen, der vom Landesinneren her durch eine Gebirgskette begrenzt wird, verfügt über lange Sandstrände, malerische Fischerdörfchen und Touristenzentren mit langer Tradition. Durch die Gebirgsketten vor den Nordwinden geschützt und auf Grund seines milden Mittelmeerklimas, sind zahlreiche Wohngebiete neben den Touristengebieten entstanden.
Erwerbsquelle neben der traditionellen Landwirtschaft ist vor allem die Textilindustrie. Der Fischfang der Costa del Maresme hat sein Zentrum in Arenys de Mar, dem wichtigsten Fischereihafen dieser Küste. Heute jedoch sind Hotels, Restaurants, Campingplätze sowie Freizeit- und Sporteinrichtungen zur Haupteinnahmequelle geworden.

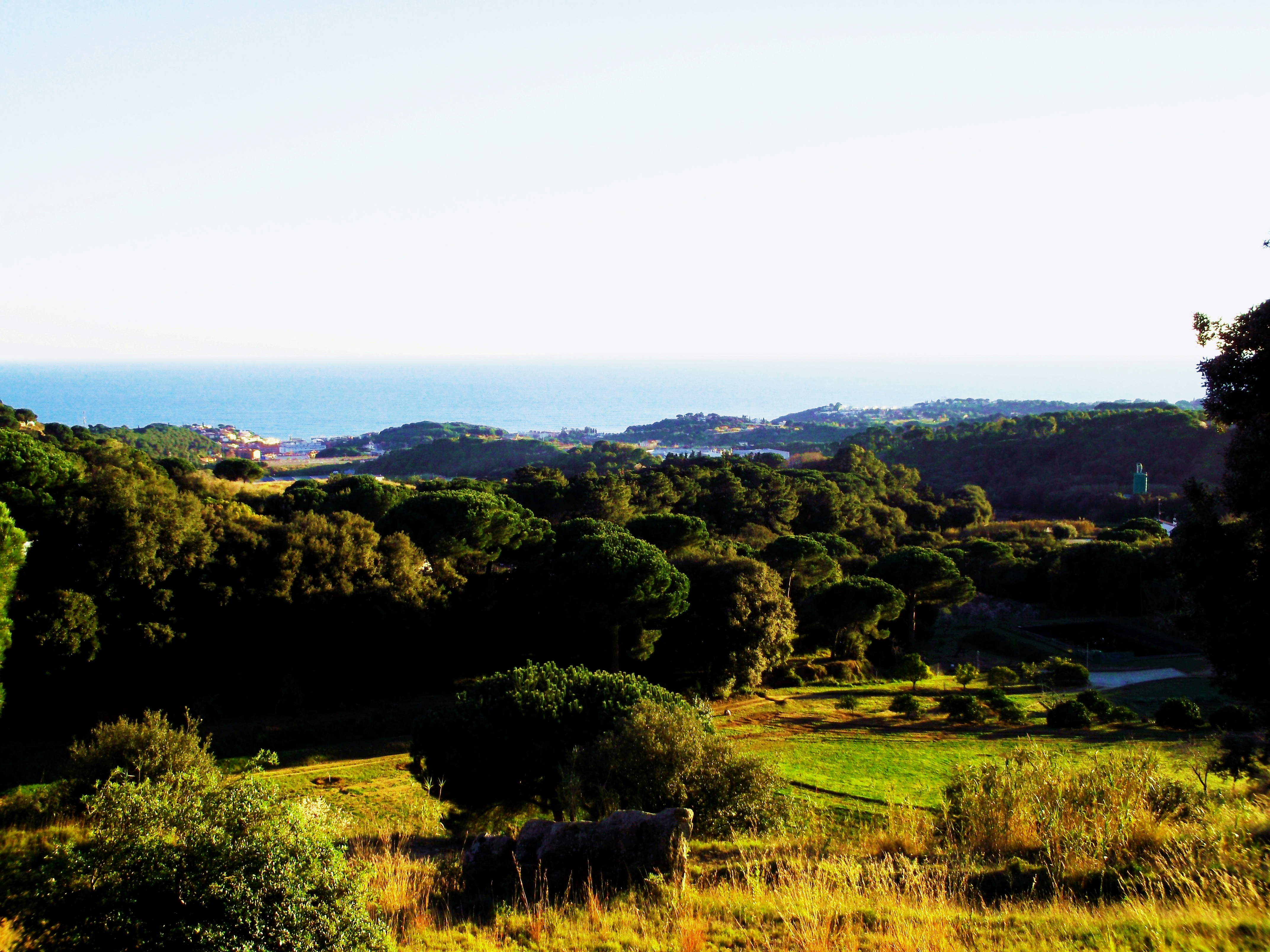
Canet de Mar

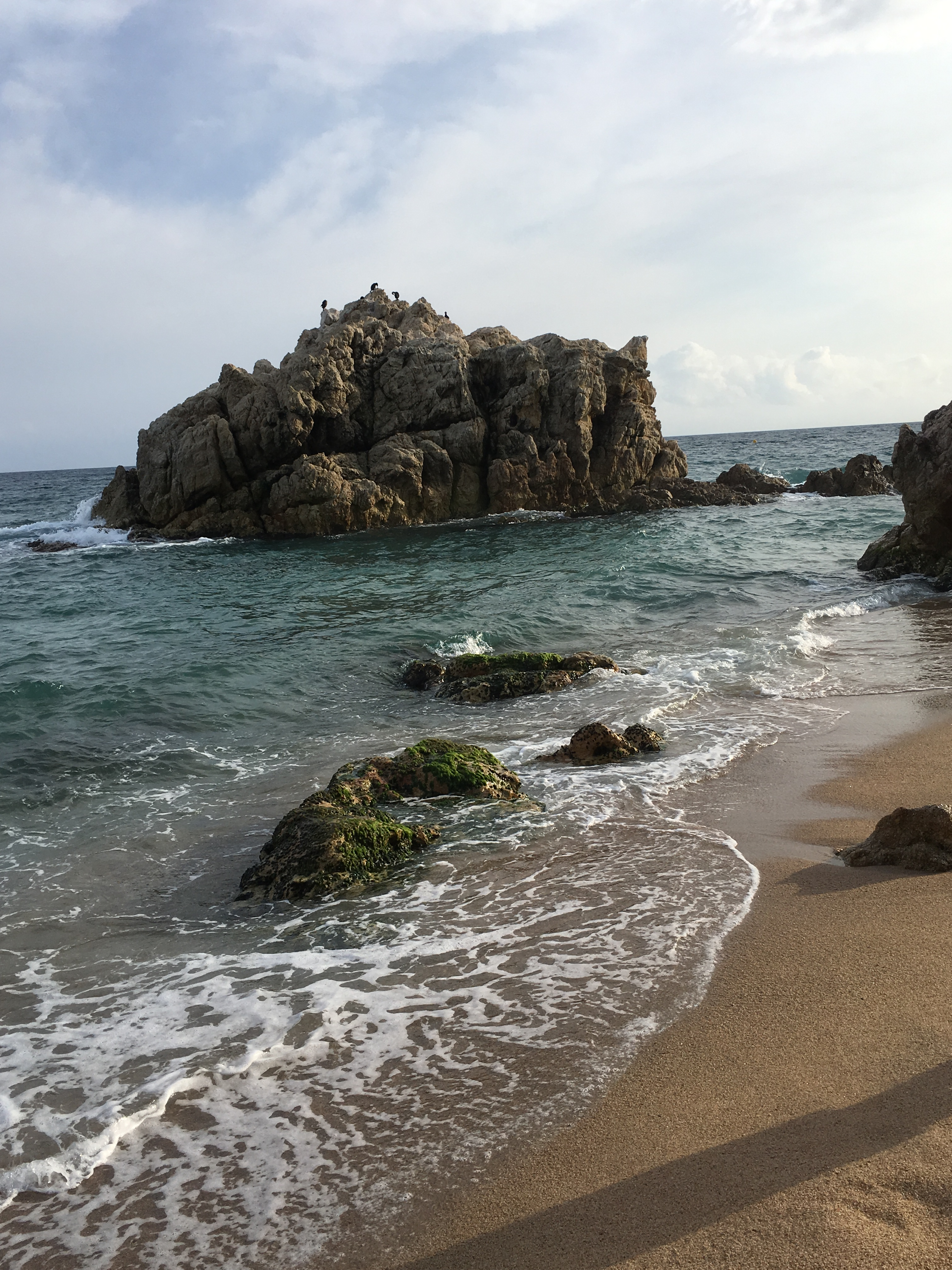
Strand an der Costa del Maresme